# 卡尔克奥芬
卡尔克奥芬是德国莱茵兰-普法尔茨州的一个市镇。总面积1.83平方公里，总人口163人，其中男性82人，女性81人（2011年12月31日），人口密度89人/平方公里。